# 查皮科柳山
20°6′S 68°14′W / 20.100°S 68.233°W
查皮科柳山（Ch'api Qullu），是玻利維亞的山峰，位於該國西南部波托西省丹尼尔·坎波斯县，屬於安第斯山脈中玻利維亞西部山脈的一部分，海拔高度3,917米。